# Rezolucija Vijeća sigurnosti UN-a 780
Rezolucija Vijeća sigurnosti UN-a 780 jednoglasno je usvojena 6. listopada 1992. godine. Nakon ponovnog potvrđivanja Rezolucije 713 (1991.) i kasnijih rezolucija na tu temu, Vijeće je izrazilo svoju zabrinutost zbog nastavka "rasprostranjenog kršenja međunarodnog humanitarnog prava" u Bosni i Hercegovini i ovlastilo glavnog tajnika Butrosa Butros-Galija da uspostavi Povjerenstvo stručnjaka ispitati i analizirati informacije dostavljene u skladu s Rezolucijom 771 (1992.) o kršenjima Ženevske konvencije u regiji.
Rezolucija je pozvala države članice i međunarodne organizacije da prikupe podatke o kršenjima međunarodnog prava u Bosni i da ih učine dostupnima u roku od 30 dana od usvajanja ove rezolucije. Prikupljene podatke analizirat će Povjerenstvo stručnjaka. Povjerenstvo se sastojalo od pet članova iz Kanade, Egipta, Nizozemske, Norveške i Senegala, koji su podnijeli svoje prvo privremeno izvješće u veljači 1993., zaključivši da bi Vijeće sigurnosti ili neka druga komponenta Ujedinjenih naroda trebala osnovati sud koji se odnosi na događanja u Bosni i Hercegovini i bivšoj Jugoslaviji općenito. Tadašnji francuski ministar vanjskih poslova Roland Dumas čestitao je usvajanje rezolucije, rekavši da je to "značajan korak u evoluciji međunarodnog prava" i bez presedana od osnutka Ujedinjenih naroda.
Zaključci Povjerenstva stručnjaka dostavljeni su predsjedniku Vijeća sigurnosti Ujedinjenih naroda zajedno s pismom glavnog tajnika 24. svibnja 1994.

## Vanjske poveznice
- Text of the Resolution at undocs.org